# Chimarra
Chimarra är ett släkte av nattsländor. Chimarra ingår i familjen stengömmenattsländor.

## Bildgalleri

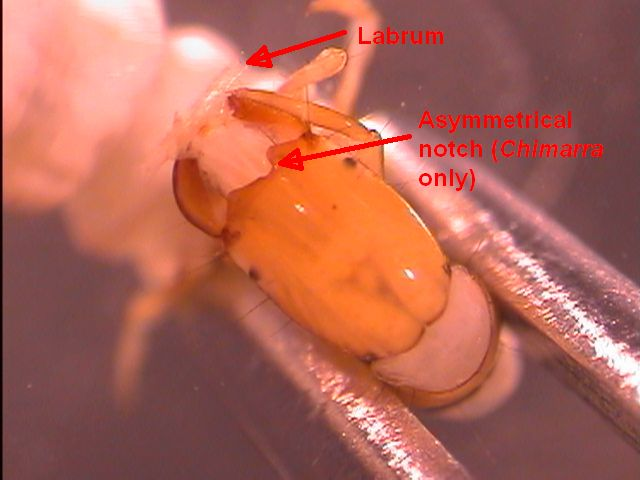
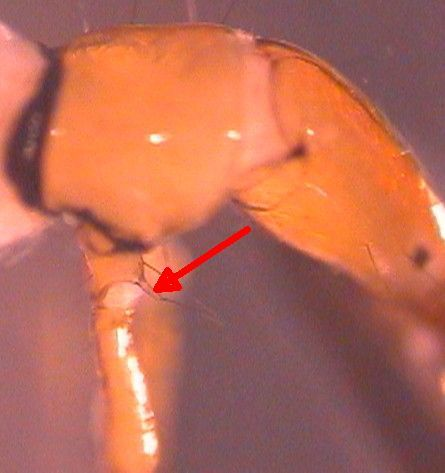
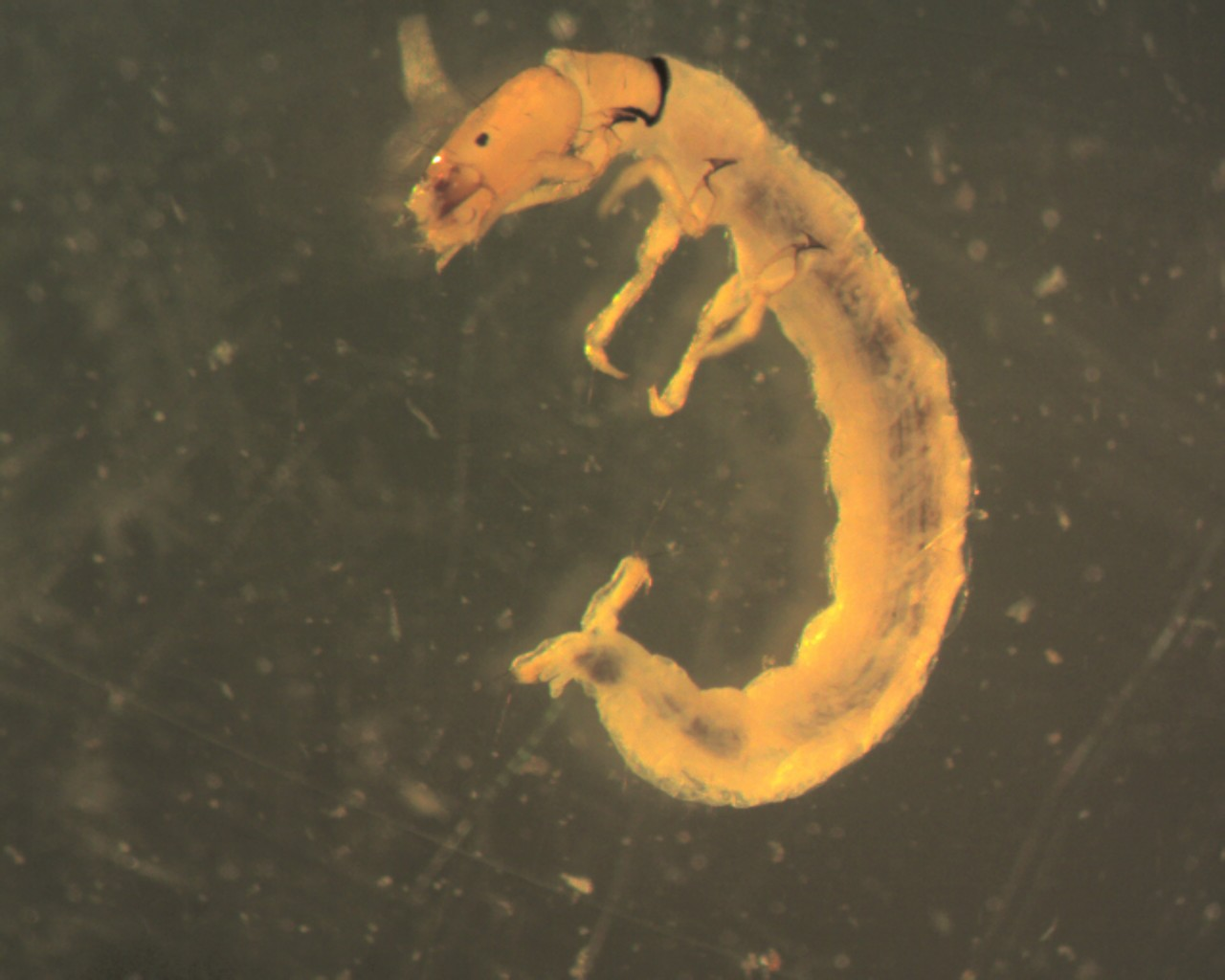

## Dottertaxa tillChimarra, i alfabetisk ordning[1][2]
- Chimarra aberrans
- Chimarra abyssinica
- Chimarra aciculata
- Chimarra acinaciformis
- Chimarra actinifera
- Chimarra acula
- Chimarra acuta
- Chimarra adamsae
- Chimarra adella
- Chimarra adelphe
- Chimarra adiatulla
- Chimarra adnama
- Chimarra africana
- Chimarra aiyura
- Chimarra akana
- Chimarra akantha
- Chimarra akarawitta
- Chimarra akkaorum
- Chimarra alata
- Chimarra alayoi
- Chimarra albomaculata
- Chimarra alcicorne
- Chimarra alleni
- Chimarra alticola
- Chimarra altmani
- Chimarra amarganth
- Chimarra ambaja
- Chimarra ambulans
- Chimarra amica
- Chimarra aminadab
- Chimarra anakwoswasi
- Chimarra aneca
- Chimarra angolensis
- Chimarra angustipennis
- Chimarra anoaclana
- Chimarra antigua
- Chimarra antilliana
- Chimarra argax
- Chimarra argeia
- Chimarra argentella
- Chimarra argentinica
- Chimarra ariadne
- Chimarra arima
- Chimarra ariomana
- Chimarra armata
- Chimarra assamensis
- Chimarra atara
- Chimarra aterrima
- Chimarra atilanoi
- Chimarra atnia
- Chimarra atripennis
- Chimarra augusta
- Chimarra aurantibasis
- Chimarra aureofusca
- Chimarra aureopunctata
- Chimarra auriceps
- Chimarra auricoma
- Chimarra auripilis
- Chimarra aurivittata
- Chimarra auronitens
- Chimarra australica
- Chimarra australis
- Chimarra aviceps
- Chimarra babuyana
- Chimarra bacillorum
- Chimarra baculifera
- Chimarra banksi
- Chimarra barinita
- Chimarra barrettae
- Chimarra batukaua
- Chimarra beameri
- Chimarra beckeri
- Chimarra belizensis
- Chimarra berenike
- Chimarra berghei
- Chimarra bertrandi
- Chimarra bettinae
- Chimarra beylaensis
- Chimarra biatec
- Chimarra bicolor
- Chimarra bicoloroides
- Chimarra bidens
- Chimarra bidentata
- Chimarra bimbltona
- Chimarra biramosa
- Chimarra bisectilis
- Chimarra bispinosa
- Chimarra biungulata
- Chimarra blepharophera
- Chimarra boraceia
- Chimarra braconoides
- Chimarra brasiliana
- Chimarra briseis
- Chimarra burmana
- Chimarra burmeisteri
- Chimarra butleri
- Chimarra cachina
- Chimarra calawiti
- Chimarra callasae
- Chimarra calundoensis
- Chimarra camella
- Chimarra camerunensis
- Chimarra camposae
- Chimarra camura
- Chimarra canoaba
- Chimarra cara
- Chimarra caribea
- Chimarra carolae
- Chimarra cascada
- Chimarra centralis
- Chimarra centrispina
- Chimarra cereris
- Chimarra ceylanica
- Chimarra cheesmanae
- Chimarra chela
- Chimarra chiangmaiensis
- Chimarra chicapa
- Chimarra chocoensis
- Chimarra chrysosoma
- Chimarra cipoensis
- Chimarra circularis
- Chimarra cirrifera
- Chimarra clara
- Chimarra claviloba
- Chimarra cognata
- Chimarra coheni
- Chimarra colmillo
- Chimarra coma
- Chimarra concava
- Chimarra concolor
- Chimarra confusa
- Chimarra congestla
- Chimarra conica
- Chimarra consimilis
- Chimarra cornuta
- Chimarra costaricensis
- Chimarra creagra
- Chimarra crena
- Chimarra crenobia
- Chimarra crepidata
- Chimarra cressae
- Chimarra crinobia
- Chimarra crocifera
- Chimarra cubanorum
- Chimarra cultellata
- Chimarra cumata
- Chimarra curfmani
- Chimarra cyclopica
- Chimarra danaokana
- Chimarra decimlobata
- Chimarra deksamensis
- Chimarra demeter
- Chimarra dentosa
- Chimarra devva
- Chimarra diakis
- Chimarra diannae
- Chimarra didyma
- Chimarra digitata
- Chimarra dioni
- Chimarra dirke
- Chimarra discolor
- Chimarra distermina
- Chimarra divergena
- Chimarra dolabrifera
- Chimarra dominicana
- Chimarra donamariae
- Chimarra duckworthi
- Chimarra dudosa
- Chimarra dulitensis
- Chimarra dybowskina
- Chimarra eccaio
- Chimarra elga
- Chimarra elia
- Chimarra elviomar
- Chimarra embia
- Chimarra emima
- Chimarra ensifera
- Chimarra erectiloba
- Chimarra espinosa
- Chimarra evoluta
- Chimarra exapia
- Chimarra excavata
- Chimarra falcata
- Chimarra falcifera
- Chimarra falculata
- Chimarra fallax
- Chimarra fansipangensis
- Chimarra fenestrata
- Chimarra feria
- Chimarra fernandezi
- Chimarra feuerborni
- Chimarra fimbriata
- Chimarra fittkaui
- Chimarra flaviventris
- Chimarra flinti
- Chimarra florida
- Chimarra foliata
- Chimarra forcipata
- Chimarra formosana
- Chimarra froehlichi
- Chimarra fulmeki
- Chimarra furcata
- Chimarra furti
- Chimarra fusca
- Chimarra fuscipes
- Chimarra garciai
- Chimarra gemmal
- Chimarra georgensis
- Chimarra geranoides
- Chimarra gibba
- Chimarra gigama
- Chimarra gilvimacula
- Chimarra godagama
- Chimarra gondela
- Chimarra goroca
- Chimarra gressitti
- Chimarra guanacasteca
- Chimarra guapa
- Chimarra guatemalensis
- Chimarra gunungkawi
- Chimarra guyanensis
- Chimarra haesitationis
- Chimarra haimuoi
- Chimarra haimuoiba
- Chimarra haimuoibon
- Chimarra haimuoihai
- Chimarra haimuoimot
- Chimarra haimuoinam
- Chimarra hairouna
- Chimarra hamularis
- Chimarra heliaca
- Chimarra heligma
- Chimarra henryi
- Chimarra heppneri
- Chimarra hezron
- Chimarra hienghene
- Chimarra holzenthali
- Chimarra hoogstraali
- Chimarra horok
- Chimarra houvichka
- Chimarra htinorum
- Chimarra hyoeides
- Chimarra immaculata
- Chimarra indigota
- Chimarra inflata
- Chimarra ino
- Chimarra intermedia
- Chimarra intexta
- Chimarra inthanonensis
- Chimarra irwini
- Chimarra izabala
- Chimarra jacobsoni
- Chimarra jamaicensis
- Chimarra janzeni
- Chimarra jaroschi
- Chimarra jemima
- Chimarra jiraprapa
- Chimarra jisipu
- Chimarra joliveti
- Chimarra jugescens
- Chimarra juliae
- Chimarra kabashana
- Chimarra kailishchandrai
- Chimarra karenorum
- Chimarra kenyana
- Chimarra khamuorum
- Chimarra khasia
- Chimarra koki
- Chimarra kokodana
- Chimarra kontilos
- Chimarra krugeri
- Chimarra kuala
- Chimarra kumaonensis
- Chimarra kwansiensis
- Chimarra lacroixi
- Chimarra laguna
- Chimarra lahuorum
- Chimarra langleyae
- Chimarra lankana
- Chimarra lannaensis
- Chimarra lata
- Chimarra lavuaorum
- Chimarra lejea
- Chimarra leopoldi
- Chimarra leta
- Chimarra leucophlebia
- Chimarra lewisi
- Chimarra lichiuensis
- Chimarra limon
- Chimarra lissuorum
- Chimarra litugena
- Chimarra litussa
- Chimarra lobata
- Chimarra lojaensis
- Chimarra longistylis
- Chimarra longiterga
- Chimarra lorengau
- Chimarra loriana
- Chimarra lotta
- Chimarra lufirae
- Chimarra lukawaei
- Chimarra lupialae
- Chimarra luzonica
- Chimarra lwirona
- Chimarra macara
- Chimarra machaerophora
- Chimarra majuscula
- Chimarra malaisei
- Chimarra maldonadoi
- Chimarra manni
- Chimarra margaritae
- Chimarra marginata
- Chimarra maritza
- Chimarra massana
- Chimarra matura
- Chimarra mauritania
- Chimarra medioloba
- Chimarra meorum
- Chimarra merengue
- Chimarra mexicana
- Chimarra minca
- Chimarra mindanensis
- Chimarra minga
- Chimarra minima
- Chimarra minuta
- Chimarra mitis
- Chimarra mlabriorum
- Chimarra moesta
- Chimarra momma
- Chimarra mommaides
- Chimarra mongelutonga
- Chimarra monorum
- Chimarra montana
- Chimarra monticola
- Chimarra morio
- Chimarra moselyi
- Chimarra munozi
- Chimarra muoibay
- Chimarra muoichin
- Chimarra muoitam
- Chimarra mushuvae
- Chimarra mussaua
- Chimarra mycterophora
- Chimarra nahesson
- Chimarra nasuta
- Chimarra neblina
- Chimarra nemet
- Chimarra neofimbriata
- Chimarra nepalensis
- Chimarra nervosa
- Chimarra nigra
- Chimarra nigrella
- Chimarra nigrorosea
- Chimarra noebia
- Chimarra nonna
- Chimarra oaxaca
- Chimarra obscura
- Chimarra obscurella
- Chimarra okuihorum
- Chimarra onima
- Chimarra opaca
- Chimarra ophiognatha
- Chimarra ortiziana
- Chimarra otuzcoensis
- Chimarra ovalis
- Chimarra pablito
- Chimarra palawana
- Chimarra papuana
- Chimarra paracreagra
- Chimarra parana
- Chimarra paraortiziana
- Chimarra parasocia
- Chimarra paria
- Chimarra pataplan
- Chimarra patosa
- Chimarra pedalis
- Chimarra peineta
- Chimarra pelaezi
- Chimarra persimilis
- Chimarra peruviana
- Chimarra petersorum
- Chimarra petri
- Chimarra petricola
- Chimarra peytoni
- Chimarra philipponi
- Chimarra picea
- Chimarra piliferosa
- Chimarra pilosella
- Chimarra pipake
- Chimarra piraya
- Chimarra platyrhina
- Chimarra plaumanni
- Chimarra pollex
- Chimarra pondoensis
- Chimarra poolei
- Chimarra potamophila
- Chimarra potosi
- Chimarra primula
- Chimarra prisna
- Chimarra prodhoni
- Chimarra prolata
- Chimarra protuberans
- Chimarra puertoricensis
- Chimarra pulchra
- Chimarra pulla
- Chimarra pumila
- Chimarra purisca
- Chimarra pusilla
- Chimarra puya
- Chimarra pylaea
- Chimarra quadratiterga
- Chimarra quadrifurcata
- Chimarra quadrispinosa
- Chimarra quaternaria
- Chimarra quina
- Chimarra quitacalzon
- Chimarra rafita
- Chimarra ram
- Chimarra rama
- Chimarra ramakien
- Chimarra ravanna
- Chimarra recta
- Chimarra retrorsa
- Chimarra rhamphodes
- Chimarra rhodesi
- Chimarra ridleyi
- Chimarra robynsi
- Chimarra rosalesi
- Chimarra rossi
- Chimarra ruficeps
- Chimarra sabrona
- Chimarra sadayu
- Chimarra saganeitina
- Chimarra sandhamma
- Chimarra sarophora
- Chimarra sassandrae
- Chimarra saudia
- Chimarra schiza
- Chimarra schmidi
- Chimarra schwendingeri
- Chimarra scopula
- Chimarra scopulifera
- Chimarra scopuloides
- Chimarra securigera
- Chimarra sedlaceki
- Chimarra segmentipennis
- Chimarra sensillata
- Chimarra septemlobata
- Chimarra septifera
- Chimarra sepulchralis
- Chimarra setosa
- Chimarra shanorum
- Chimarra shaowuensis
- Chimarra shiva
- Chimarra siami
- Chimarra signata
- Chimarra simpliciforma
- Chimarra sinuata
- Chimarra sinuosa
- Chimarra sita
- Chimarra skaidan
- Chimarra skiborskii
- Chimarra socia
- Chimarra solisi
- Chimarra somereni
- Chimarra spangleri
- Chimarra spatulata
- Chimarra spinifera
- Chimarra spinulifera
- Chimarra spitzeri
- Chimarra straminea
- Chimarra strongyla
- Chimarra suadulla
- Chimarra supanna
- Chimarra suryasena
- Chimarra suthepensis
- Chimarra sylvestris
- Chimarra sythoffi
- Chimarra szunyoghyi
- Chimarra tagalica
- Chimarra tamba
- Chimarra tamsi
- Chimarra tapanti
- Chimarra tawitawi
- Chimarra telihigola
- Chimarra teresae
- Chimarra texana
- Chimarra thaiorum
- Chimarra thienemanni
- Chimarra tibialis
- Chimarra toga
- Chimarra togoana
- Chimarra tortuosa
- Chimarra toubaensis
- Chimarra travei
- Chimarra triangularis
- Chimarra triangulata
- Chimarra trispina
- Chimarra truncatiloba
- Chimarra tsudai
- Chimarra tucuna
- Chimarra uara
- Chimarra ulmeri
- Chimarra uncata
- Chimarra uncula
- Chimarra upia
- Chimarra uppita
- Chimarra uranka
- Chimarra uschtu
- Chimarra usitatissima
- Chimarra utahensis
- Chimarra utra
- Chimarra uvana
- Chimarra uvirana
- Chimarra waensis
- Chimarra valoma
- Chimarra vasoudeva
- Chimarra vibena
- Chimarra wiharawela
- Chimarra wilcuma
- Chimarra villalobosi
- Chimarra wilsoni
- Chimarra virgencita
- Chimarra woldai
- Chimarra wushikangensis
- Chimarra xenillion
- Chimarra xingu
- Chimarra xus
- Chimarra yaloma
- Chimarra yanura
- Chimarra yaorum
- Chimarra yaoshanensis
- Chimarra ypsilon
- Chimarra yskal
- Chimarra zagroensis
- Chimarra zamora
- Chimarra zoria